# 史伯诚
史伯誠（英語：Newman Sze，1927年9月4日—2022年7月5日）

## 生平
1946年，上海教會恢復聚會時，李常受和汪佩真開展校園福音工作，在大學中（特别是交通大學）得着了許多積極追求的青年基督徒。
1949年他們中的史伯誠、 徐爾建（Herald Hsu）、 魏建章、何廣明、林三綱5人到台灣，跟隨李常受學習事奉。

## 事奉
1950年代以上5人被派往台灣各地召會擔任同工，史伯誠負責嘉義教會。（林三綱去台中，魏建章去基隆，何廣明去新竹，徐爾建去台南）。受史百克影響，他們放棄「地方立場」，1965年離開地方教會，去美國加州成立了基督見證使團。

## 著作
- 神兒子豐滿的見證 （页面存档备份，存于）
- 詩人與詩歌(一) （页面存档备份，存于）
- 詩人與詩歌(二) （页面存档备份，存于）
- 詩人與詩歌(三) （页面存档备份，存于）
- 初信造就 （页面存档备份，存于）
- 偉大的羔羊寶血 （页面存档备份，存于）
- 榮耀國度的異象 （页面存档备份，存于）
- 被提的要求 （页面存档备份，存于）
- 山上的樣式 （页面存档备份，存于）
- 約櫃和神子民屬靈歷史 （页面存档备份，存于）
- 教會見證的根基與原則 （页面存档备份，存于）
- 擘餅 （页面存档备份，存于）
- 神的行政 （页面存档备份，存于）
- 按立 （页面存档备份，存于）
- 按手 （页面存档备份，存于）
- 長執的意義和功用 （页面存档备份，存于）
- 望斷以及於耶穌（希伯來書）
- 神旨意的完成（啟示錄信息）
- 羅馬書伴讀
- 實行的天國（馬太福音）
- 何西阿書伴讀
- 讀經方法與解經原則
- 雅歌概論
- 凡不因主跌倒的有福了
- 人子來乃是要服事人
- 父啊！你的美意本事如此
- 死人要聽見神兒子的聲音
- 倪柝聲殉道史 Martyrdom of Watchman Nee
- 中國聖徒血跡腳蹤
- 郭顯德傳
- 孟遜教士傳
- 無比的救恩
- 晨更指引  Morning Watch Guide
- 在基督學校裏作門徒
- 靈浸的目的、真理和經歷
- 聖靈的水流
- 聖靈充滿的神聖目的 （页面存档备份，存于）
- 生命追求的祕訣
- 那日子那時辰 （页面存档备份，存于）
- 雙倍的聖靈
- 看哪！神的羔羊 （页面存档备份，存于）
- 追求進入神諸天之國 （页面存档备份，存于）
- 信心的禱告
- 交通的禱告
- 爭戰的禱告
- 如何得著聖靈九恩賜
- 聖靈內住的神聖經歷
- 基督的十字架
- 屬靈生命的脈動
- 愛的經歷
- 禱告的生命
- 寶血偉大的啟示和經歷
- 苦難的意義與達到榮耀